# Коган, Борис Самуилович
Борис Самуилович Коган (1918—1991) — советский журналист, педагог, театральный публицист и критик. Член Союза журналистов СССР (1957) и Всероссийского театрального общества (1960). Заслуженный работник культуры РСФСР (1977).

## Биография
Родился 15 марта 1918 года в городе Иркутске.
С 1934 по 1936 годы проходил обучение в Свердловском учительском институте, с 1938 по 1940 годы обучался в Свердловском государственном институте журналистики, который окончил с отличием. С 1936 по 1937 годы — преподаватель литературы Свердловской школы № 163, с 1937 по 1938 годы — инструктор-методист и заведующий кафедрой общеобразовательных дисциплин Свердловского института руководящих работников.
С 1940 года призван в ряды РККА, с 1941 года направлен в действующую армию на фронт. Участник Великой Отечественной войны в составе 186 стрелковой дивизии 3-й и 65-й армии — помощник начальника и начальник отделения кадров дивизии. Прошёл всю армию от младшего лейтенанта до капитана административной службы, воевал в составе Калининского, Брянского, 1-го и 2-го Белорусского фронтов. После окончания войны служил в составе частей Северной группы войск. За участие в войне был награждён орденами Отечественной войны II степени и Красной Звезды и медалью «За отвагу».
С 1946 года начал свою педагогическую деятельность на факультете журналистики Уральского государственного университета: с 1946 по 1949 годы — преподаватель, с 1949 по 1986 годы — старший преподаватель кафедры партийной и советской печати. С 1946 по 1957 годы — заведующий кафедрой партийной и советской печати. С 1967 по 1970 годы — декан факультета журналистики, с 1963 по 1964, с 1964 по 1967 и с 1967 по 1970 годы — член Учёного совета факультета журналистики Уральского государственного университета.
Один из основателей Уральской школы журналистики и инициатором создания направления культурологии в Уральском государственном университете. С 1957 года был избран членом Союза журналистов СССР, в 1960 году членом Всероссийского театрального общества. Был одним из организаторов и деятельным участником, с 1965 года — руководитель секции критики и член Правления Свердловского отделения Всероссийского театрального общества, был автором более ста тридцати пяти 135 театрально-литературных рецензий и статей.
В 1977 году Указом Президиума Верховного Совета РСФСР «За вклад в педагогическую деятельности» удостоен почётного звания — Заслуженный работник культуры РСФСР.
Скончался 24 мая 1991 года в Свердловске. Похоронен на Широкореченском кладбище.

## Награды
- два Орден Отечественной войны II степени (13.08.1945, 06.04.1985[4])
- Орден Красной Звезды (25.03.1944)
- Медаль «За отвагу» (10.08.1943)
- Медаль «За победу над Германией в Великой Отечественной войне 1941—1945 гг.» (09.05.1945)[5]
- Медаль «За освобождение Варшавы»
- Медаль «В ознаменование 100-летия со дня рождения Владимира Ильича Ленина»

Других государств
- Медаль «За Одер, Нейсе, Балтику» (ПНР)

### Звания
- Заслуженный работник культуры РСФСР (1977)

### Премия
- Премия Свердловского областного отделения Союза журналистов СССР (1970 — «За цикл рецензий и театральных обозрений»).

## Память
- В память об Б. С. Когане была создана Премия имени Б. С. Когана в области театральной журналистики[6]